# Joan Segura Valls
Joan Segura Valls (Santa Coloma de Queralt, 30 de març de 1844 - Santa Coloma de Queralt, 16 de juliol de 1909) va ser un prevere i historiador català.
Va néixer el 30 de març de 1844, a Santa Coloma de Queralt (plaça del Portalet, núm. 18). Als 10 anys, va ingressar al Seminari de Vic, on va fer amistat amb Jacint Verdaguer i Jaume Collell. Fou ordenat sacerdot el 1868 pel bisbe Antoni Jordà, amb qui anar a Roma a la Conclusió Provisional del Concili Vaticà. Renuncià al doctorat per exercir el seu ministeri presbiteral com a beneficiat organista de la parròquia del seu poble natal.
Segura és l'autor de monografies històriques sobre Santa Coloma de Queralt, Igualada i els santuaris de Sant Magí de la Brufaganya i de la Mare de Déu de Montserrat. Com a historiador, també va interessar-se en l'estudi dels costums de la baixa edat mitjana. Més enllà de la disciplina històrica, també va participar del descobriment patrimonial de Catalunya a través del moviment excursionista, va conrear els estudis folklòrics i va participar en la confecció del Diccionari Català-Balear-València d'Alcover i Moll.

## Obres històriques
Totes les obres històriques de Joan Segura, a excepció de l'estudi que va redactar sobre el monestir de Montserrat, han estat publicades:
- Historia de la villa de Santa Coloma de Queralt (Barcelona 1879)
- Aplech de documents curiosos e inedits fahens per la historia de las costums de Catalunya, (Barcelona, 1885), que va presentar als Jocs Florals i va obtenir el primer a millor "Estudi sobre cants, costums o tradicions populars de Catalunya"
- Història del Santuari de Sant Magí (Barcelona, 1887)
- Lo Temple Parroquial de Santa Maria d'Igualada (1904). Premi de la Comunitat de Preveres d'Igualada en els Jocs Florals del Centre Moral Instructiu de Sant Josep.
- Història de Montserrat. Orígens del Santuari i el Monestir (1906)
- Història d'Igualada publicada en dos volums, (Igualada 1907-08). Obra de maduresa, significa la culminació de la seva tasca d'historiador i folklorista. La Història d'Igualada va ser il·lustrada per Gaspar Camps i Junyent.
- Repàs d'un manual notarial del temps del rey En Jaume I (Barcelona, 1909)

Algunes d'aquestes obres han estat reeditades:
- Història de Santa Coloma de Queralt (Santa Coloma de Queralt 1953, 1971 i 1984), traduïda i refosa al català per Joaquim Segura Lamich
- Història d'Igualada (Igualada, 1978)
- Història del Santuari de Sant Magí (Santa Coloma de Queralt, 1994)
- A estones perdudes (Santa Coloma de Queralt, 2020)
- Aplech de documents curiosos e inedits fahens per la historia de las costums de Catalunya (Santa Coloma de Queralt, 2021), dins l'obra Costums de Catalunya.
- Repàs d'un manual notarial del temps del rey En Jaume I (Santa Coloma de Queralt, 2021), dins l'obra Costums de Catalunya.

## Altres obres publicades
- Traducció i pròleg a Tratado de la educación de las niñas, de Francisco de Salignac (Barcelona, 1873)
- Sobre la libertad de la ciencia. Primer premi de la Juventud Católica Cristiana (Madrid, 1879)
- Cançons catalanes aplegades en la comarca d'Urgell (Barcelona, 1887)
- Noms de les partides dels termes de Santa Coloma de Queralt, Castelldesens i Belianes (Barcelona, 1887)
- Guía-itineraria de las regions compresas desde Montserrat al Camp de Tarragona y de La Segarra al Panadès (Barcelona, 1890)
- Etimologia dels noms de pobles de la Cerdanya catalana (Girona, 1893)
- Guía-itineraria de las regions compresas desde Montserrat al Camp de Tarragona y desde la Segarra al Panadés ab la descripció de las concas dels rius Noya, Foix y Gayá. (Barcelona, 1895)
- A Estones Perdudes (Barcelona, 1910). Publicat després de la seva mort amb el pseudònim de Rafel Sans d'Urpí. Aplec de les narracions publicades a "La Il·lustració Catalana". Prologat per Antoni Careta Vidal. (Reedició: Santa Coloma de Queralt, 2020)

## Publicacions a premsa
Entre 1886 i 1909, Segura va publicar de manera constant en publicacions periodístiques d'àmbit local i nacional: La Veu del Montserrat, La Ilustració Catalana, Revista de Ciencias Históricas, el Butlletí de l'Associació d'Excursions Catalana, La Veu de Catalunya, el Butlletí del Centre Excursionista de Catalunya i La Gazeta Montañesa, a més de ser el corresponsal de La Vanguardia a Santa Coloma de Queralt. Els articles de Segura tracten sobre etimologia, toponímica, excavacions arqueològiques, cròniques d'excursions col·lectives, episodis sobre la vida a la baixa edat mitjana, i també temes d'actualitat, com ara les bombes llançades al Liceu (1893) o bé vinguda del Papa Lleó XIII a Espanya (1894).

## Joan Segura i Valls i Santa Coloma de Queralt
Joan Segura va estar molt involucrat en la vida social de la seva vila nadiua, sobretot en el foment de la doctrina cristiana. El 1862, col·labora amb la família Goberna per la instal·lació de les Germanes Carmelites a Santa Coloma. Deu anys més tard, consta com a cap de l'associació Juventud Católica, que en el marc de la tercera guerra carlina és obligada a clausurar (maig de 1872). Segura també és el màxim responsable de la instal·lació del Col·legi de Sant Josep (1890), ubicat en un immoble adquirit per ell precisament amb la intenció de consolidar l'escola, i que també es converteix en la seu del Centre Catòlic d'Obrers, les seves Germandats i el Sindicat Agrícola. En el seu testament, Segura deixà aquest immoble al bisbat de Vic amb la condició que seguís servint per a l'ensenyança.
Amb Josep Goberna i Mullerat, és el gran impulsor de la creació de la Comunitat de Partícips de l'Aigua Potable, del qual n'esdevé el primer president (1896).
Segura també és un dels principals impulsors de la restauració de l'església parroquial de Santa Coloma (1897-98). Tal com s'explica en el facsímil Restauració de l'església parroquial, l'objectiu de la restauració consistia "en repicar tot lo interior per fer desaparèixer la cals que embrutabe la pedra, restaurar després les pedres que’l temps havia gastat y finalment obrir de nou los finestrals posanthi vidrieras de colors". Ben dotat per la música, Segura era l'organista de l'església parroquial i també el mestre de caramelles i de dirigir la part coral de les funcions religioses.
Des de la seva mort, les successives generacions de colomins han reivindicat la figura de Joan Segura. El 1933 es funda la Mutua Escolar Joan Segura; el 1934, la Història de Santa Coloma es venia a la Casa Francesc Balcells; el 1959, es commemora el 50è aniversari de la seva mort, sota el patronatge de l'Ajuntament de Santa Coloma; aquell mateix any, s'inaugura el passeig Joan Segura i Valls; el 1977, es col·loca una placa a la seva casa nadiua; el 1979, coincidint amb el centenari de la seva mort, la revista La Segarra li dedica la portada del núm. 0; el 1990, l'institut de Santa Coloma passa a anomenar-se IES Joan Segura i Valls.